# Матильда Габсбург
Матильда или Мехильда Габсбург (1253 — 23 декабря 1304, Мюнхен) — герцогиня Верхнебаварская, регент Верхней Баварии.

## Биография
Матильда была старшей дочерью германского короля Рудольфа I и Гертруды фон Гогенберг.
24 октября 1273 года она вышла замуж в Ахене за герцога Верхней Баварии Людвига II, став его третьей (и последней) супругой. У них было пятеро детей:
- Рудольф I (4 октября 1274 — 12 августа 1319)
- Мехтильда (1275—1319), вышла замуж за Отто II Брауншвейг-Люнебургского
- Агнес (1267/77 — 1345), сначала была замужем за донаувёртским ландграфом Генрихом II, а потом — за бранденбургским маркграфом Генрихом Безземельным
- Анна (род.1280), ставшая монахиней в Ульме
- Людвиг IV (1281/1282 — 11 октября 1347)[4].

Когда в 1294 году умер её муж, Матильда стала регентом при сыне Рудольфе I. Матильда разделила земли и стала управлять большей частью Верхней Баварии, отдав сыну Ингольштадт, Нойберг, Лангенфельд и Ритберг. Через несколько лет Рудольф достиг совершеннолетия и стал править всеми землями самостоятельно.
Рудольф поддерживал претензии на корону Германии своего тестя, нассауского герцога Адольфа, против своего дяди австрийского герцога Альбрехта. После того как в 1298 году Адольф погиб в битве, Рудольф перешёл в лагерь сторонников Альбрехта, но в 1301 году Альбрехт при поддержке Матильды заставил его сделать соправителем герцогства младшего брата Людвига, который частично воспитывался при венском дворе.
Разногласия между Рудольфом и Матильдой достигли такой величины, что в 1302 году Рудольф арестовал свою мать и привёз её в Мюнхен, где ей пришлось подписать обещание никогда больше не вмешиваться в государственные дела. Однако как только Матильда оказалась за границами Баварии, она тут же объявила соглашение юридически ничтожным и получила поддержку брата Альбрехта, сына Людвига и других.
Матильда скончалась 23 декабря 1304 года в Мюнхене.